# Dassault Mirage 4000
De Dassault Mirage 4000 was het prototype van een gevechtsvliegtuig van het Franse Dassault-Breguet ontwikkeld eind jaren 1970.

## Geschiedenis
De ontwikkeling van de Delta Super Mirage werd aangekondigd in september 1975.
Het vliegtuig zou ontwikkeld worden van de Dassault Mirage 2000 en was bedoeld als onderscheppings- en laagvliegend jachtvliegtuig. Het prototype werd in december 1977 voorgesteld. Hoewel erop lijkend was de 4000 een stuk groter en zwaarder dan zijn voorganger.
Ook had de 4000 twee tegenover één turbofans. Het prototype werd op eigen initiatief van Dassault, mogelijk met Saoedi-Arabische financiële inbreng, gebouwd en maakte een eerste vlucht in 1979. Het toestel was vergelijkbaar met de Amerikaanse
F-15 Eagle en de Russische Soechoj Soe-27. Begin jaren 1980 stopte Dassault de ontwikkeling nadat Saoedi-Arabië voor die F-15 koos als belangrijkste vliegtuig voor haar luchtmacht. De Franse luchtmacht wilde eerst 50 toestellen bestellen maar koos dan voor de goedkopere Mirage 2000. Hierdoor had Dassault geen uitzicht op klanten voor het nieuwe vliegtuig. Een deel van het gedane onderzoek werd later wel opnieuw gebruikt bij de ontwikkeling van de Dassault Rafale. In 1986 kreeg het vliegtuig de naam Mirage 4000. Het enige prototype van de Mirage 4000 verhuisde in 1995 naar het Musée de l'Air et de l'Espace te Parijs.